# 꽉 끼는 구두가 싫으시다면
소프라노와 오케스트라를 위한 아리아, 꽉 끼는 구두가 싫으시다면(독일어: Soll ein Schuh nicht drücken) 내림마장조, WoO 91-2는 움라우프의 징슈필, "아름다운 제화공의 아내"를 위한 두 개의 아리아, WoO 91 세트의 2번 곡이다.

## 개요
두 개의 아리아, WoO 91 세트의 작곡 시점은 대략 1795–6년경으로 여겨진다. 18세기와 19세기 초에 새로운 공연의 실행을 위해 재공연할 때 기존 작품에 새로운 숫자가 추가되는 것은 드문 일이 아니었다. 변화하는 패션과 가수들의 변덕은 때때로 인지할 수 없을 정도로 그것들을 변화시켰다. 아마도 움라우프 자신이 "아름다운 제화공의 아내"를 위해 베토벤에게 두 개의 새로운 아리아를 의뢰 한 것으로 여겨진다. 베토벤의 기여는 1888년까지 브라이트코프 운트 헤르텔 출판사가 히이프 치히에서 인쇄한 베토벤 전집의 일부로 출판되지 않았지만, 초연은 1796년에 이루어졌다.
아리아는 플루트와 두 개의 오보에, 두 개의 호른, 두 개의 바순, 그리고 현악기를 동반한 오케스트라와 함께, 소프라노 솔리스트에 의해 연주된다(원본 대본에서는 레네가 부른 것으로 나타난다. 내림나장조와 탄력있는 6/8 박자의 이 곡은 "오 정말 멋진 인생"보다 더 정교한 아리아이며, 목소리 부분의 수많은 트릴과 긴 멜리스마가 상황의 경박함을 강조한다. 소나타 형태의 특성을 가진 세도막 형식의 아리아 가운데 부분은 새로운 재료를 제시하며 딸림음에 많은 시간을 보낸다. A 부분의 복귀가 진행된 후에 내림나장조 페달 위의 멜로디 조각은 으뜸음으로 전치된 B 부분의 모티브와 함께 코다를 소개한다.

## 가사
Soll ein Schuh nicht drücken,

muß man sich anschicken,

und überall das erste Mal

sich selber hinbemühen

ihn an den Fuß zu ziehen,

denn oft fehlts an Geduld,

den Schuh recht anzufassen,

den Fuß darein zu passen.

Doch hat der Meister Schuld,

voraus bei einer Frau,

die will nur sehr genau,

den Fuß im Schuhe rühren,

und doch, mit Gunst

dabei kein Drücken spüren;

das fodert Kunst.

Er sei bequem, je doch nicht weit,

hübsch spitzig und nur ja nicht breit,

und doch, mit Gunst,

hätts Not, daß man zuweilen

den Fuß erst dürfte feilen.

Das fodert Kunst.
꽉 끼는 구두가 싫으시다면,

우리는 준비해야 합니다.

무엇보다도 가장 먼저

노력해야 하는 것은,

그녀의 발에 끌어당기는 겁니다.

우리는 인내심이 부족해서

종종 구두를 잡고

바로 발을 넣습니다.

그러나 그것은 주인의 잘못입니다.

여성이 정확한 걸 원한다면

더욱 그렇습니다.

구두 안에서 발을 움직여도

우아하게, 압박이 없어야 합니다.

기술이 필요합니다.

편안해야 하지만,

너무 헐렁하지도 않아야 합니다.

뾰족하면서 넓지 않아야 합니다.

가끔 도움이 필요한 경우,

때때로 우리는

먼저 발을 정리해야 하고,

기술을 요구합니다.